# Паужетские источники
Паужетские источники — минеральные горячие источники на юге Камчатки.
Расположены в долине реки Паужетки около вулканов Кошелева и Камбального. Первое описание ключей в 1755 году сделал С. П. Крашенинников.
Минерализация составляет 3,23 г/л. По химической структуре они принадлежат к группе кремнистых хлоридио-натриевых гидрокарбонатных терм с повышенным содержанием кремниевой кислоты (200 мг/л), борной кислоты (220 мг/л). Пар, выходящий из недр, насыщен угольной кислотой (500 мг/л) и аммиаком (до 15 мг/л).
На базе Паужетского геотермального месторождения построена Паужетская ГеоЭС, запущенная в 1966 году. Её деятельность привела к серьёзному ослаблению ключей, а в ряде случаев и к их полному исчезновению.